# Luc Héry
 Luc Héry (* 1961) ist ein französischer Geiger.
Héry studierte am Conservatoire de Paris Geige bei Pierre Doukan und Kammermusik bei Jean Hubeau. In beiden Fächern erhielt er 1980 den ersten Preis. 1983 gewann er den dritten Preis beim Concours international Tibor Varga in Sion.
Von 1984 bis 1986 war Héry Geiger im Orchester der Pariser Oper, danach wurde er Mitglied des Orchestre National de France, dessen Soloviolinist er seit 1991 ist. Mit diesem führte er als Solist u. a. 1996 unter Leitung von Lawrence Foster Henri Dutilleux’ Violinkonzert und 2000 mit dem Bratscher Nicolas Bône und unter Leitung von Jewgeni Swetlanow Mozarts Sinfonia concertante auf.
Héry tritt regelmäßig als Kammermusiker bei Radio France auf. Neben Aufnahmen als Orchestermusiker spielte er mit den Solisten des Orchestre national de France für Harmonia Mundi die Streichquintette von Brahms und Mozart ein. Weiterhin ist Héry Professor am Conservatoire de Paris, wo er Orchesterspiel für Streicher unterrichtet.